# Jeff Lisandro
Jeffrey Lisandro (Perth, 30 juli 1965) is een Australisch professioneel pokerspeler. Hij werd tijdens de World Series of Poker 2009 de eerste speler ooit die drie verschillende 7 card stud-toernooien won (Stud High, Stud High-Low en Razz). De Australiër sleepte daarmee zijn tweede, derde en vierde WSOP-titel in de wacht, nadat hij op de WSOP 2007 zijn eerste won door daarop het $2.000 Seven-Card Stud-toernooi op zijn naam te schrijven.
Op de World Series of Poker Europe van 2010 won Lisandro als negentiende speler in de geschiedenis voor de vijfde keer een WSOP-titel (en als eerste vijf titels waarvan één niet in Las Vegas, maar in Europa). Op de World Series of Poker Asia Pacific 2014 won hij het A$ 1.650 Pot-Limit Omaha-toernooi en daarmee als veertiende speler ooit een zesde WSOP-titel.
Lisandro - bijgenaamd Iceman - kreeg in 2009 de prijs voor de World Series of Poker Player of the Year toegekend. Hij verdiende tot en met oktober 2014 meer dan $5.400.000,- in pokertoernooien (cashgames niet meegerekend). Een kenmerkend detail aan Lisandro is dat hij praktisch altijd kauwgom kauwt tijdens het spelen, om het zijn tegenstanders moeilijk te maken iets aan zijn gezicht af te lezen.
Lisandro woont in het Italiaanse Salerno. Voor hij professioneel pokerspeler werd, handelde hij in onroerend goed.

## World Series of Poker-bracelets
| Jaar                                    | Toernooi                                         | Prijs       |
| --------------------------------------- | ------------------------------------------------ | ----------- |
| World Series of Poker 2007              | $2.000 Seven-Card Stud                           | $118.426    |
| World Series of Poker 2009              | $1.500 Seven-Card Stud                           | $124.959    |
| World Series of Poker 2009              | $10.000 World Championship Seven-Card Stud H/L-8 | $431.656    |
| World Series of Poker 2009              | $2.500 Razz                                      | $188.370    |
| World Series of Poker Europe 2010       | £5.250 Pot Limit Omaha                           | £ 159.514,- |
| World Series of Poker Asia Pacific 2014 | A$ 1.650 Pot-Limit Omaha                         | A$ 51.660,- |